# Джин Ріс
Джин Ріс, при народженні Елла Гвендолен Різ Вільямс (24 серпня 1890 в Розо, померла 14 травня 1979 в Ексетері) — письменниця-модерністка з Карибського басейну. Авторка романів та оповідань.
У 1907 році приїхала до Англії, щоб вивчати акторську майстерність, яку згодом полишила. Підбадьорена Медоксом Фордом, почала писати оповідання, які відображали характери переселенців та соціально маргінальних осіб, щоб показати сучасні норми поведінки людей, які втратили свою батьківщину. У своїх творах вона досліджувала тему вигнання, зміну умов життя, конфлікт між культурами Вест-Індії та Англії, жіночу чутливість і культурне позбавлення спадщини.

## Твори
- Лівий берег та інші оповідання, 1927
- Пози, 1928 (опубліковано в США як Квартет, 1929)
- Після виходу Mr. Маккензі, 1931
- Подорож у темряві, 1934
- Доброго ранку, опівночі, 1939
- День, коли вони спалили книги, 1960
- Широке Сарагасове море, 1966
- Тигри красивіші, 1968
- Sleep It Off Lady, 1976
- Посміхніться, будь ласка: незавершена автобіографія, 1979

## Примітка
1. 1 2  Encyclopædia Britannica
2. ↑  SNAC — 2010.
3. 1 2 3  Blain V., Grundy I., Clements P. The Feminist Companion to Literature in English: Women Writers from the Middle Ages to the Present — 1990. — P. 896.
4. 1 2  Bibliothèque nationale de France BNF: платформа відкритих даних — 2011.
5. 1 2  Чеська національна авторитетна база даних
6. ↑  CONOR.Sl
7. ↑  Pavla Radia, Jean Rhys [w:] 501 wielkich pisarzy pod red. Juliana Patricka, wyd. MWK, Warszawa, 2009, ISBN 978-83-61065-33-3, str. 316, tłum. Hanna Pawlikowska-Gannon, Julita Degórska, Małgorzata Koenig